# Iroz
Iroz (baskisch Irotz) ist ein kleiner Ort am Jakobsweg im baskischsprachigen Teil der Autonomen Gemeinschaft Navarra. Es liegt im Esteríbar-Tal, welches vom Rio Arga durchflossen wird. Administrativ gehört der Ort zur Gemeinde Esteríbar.
Im Dorf gibt es die moderne Kirche San Pedro. Das große Altarbild und das Weihwasserbecken mit Relief in Form eines Fisches stammen von Ramón de Oscáriz (16. Jh.).